# سبدساز نوک‌تیز
سبدساز نوک‌تیز (نام علمی: Asthenes pyrrholeuca) نام یک گونه از سرده مرغ سبدساز است.